# Mount Vernon (Oregon)
Mount Vernon è una città degli Stati Uniti d'America situata nell'Oregon, nella Contea di Grant.